# Marguerite de Constantinople
Marguerite II de Flandre, ou Marguerite Ire de Hainaut ou Marguerite de Constantinople, dite la Noire, née vers 1202 et morte en 1280, est comtesse de Flandre et de Hainaut de 1244 à 1280, ainsi que dame de Beaumont (Hainaut).

## Origines et famille
Elle est la fille cadette du comte Baudouin IX, Baudouin VI de Hainaut, comte de Flandre et de Hainaut, puis empereur latin de Constantinople et de Marie de Champagne (1174-1204). Marguerite est la sœur de la comtesse Jeanne de Flandre (1188-1244).

## Biographie
En 1202, Baudouin participe à la quatrième croisade, et Marie le rejoint deux ans plus tard, confiant Marguerite encore bébé et sa sœur Jeanne aux bons soins de leur oncle Philippe de Namur, puis de l'évêque de Liège. La mère de Jeanne meurt en 1205, et son père, l'année suivante. Philippe de Namur, qui assure la régence à son plus grand profit, confie les deux filles au roi de France, Philippe-Auguste. Celui-ci à son tour concède leur garde à Enguerrand III de Coucy.
Vers 1212, alors qu'elle n'a que dix ans, Marguerite est confiée à un parent, le quadragénaire Bouchard d'Avesnes, bailli du Hainaut et sous-diacre de l'église de Laon, qui s'empresse de l'épouser. Concernant la part de succession de Marguerite, les deux sœurs se déchirent, Jeanne tentant de dissoudre le mariage, alléguant qu'il était inadmissible. Sans beaucoup d'instruction des faits, le pape Innocent III se contente de condamner le mariage, sans pour autant formellement l'annuler.

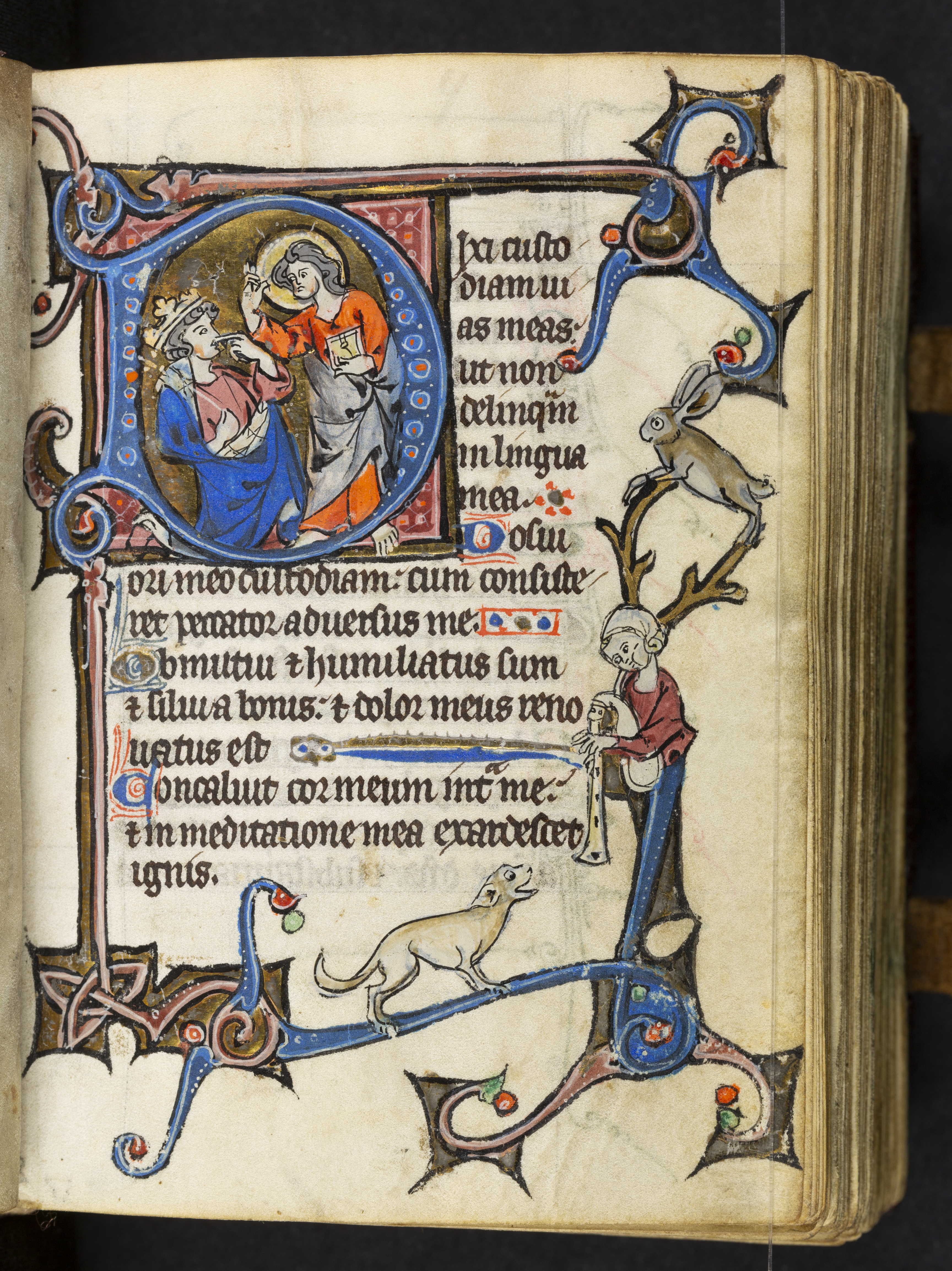
Le psautier personnel de Marguerite II de Flandre ; enluminé par les Maîtres de Dampierre, Flandres/Artois, vers 1250-1280 (Bruges, Bibliothèque publique, Ms. 820 Collection Communauté flamande, f. 9r).

Bouchard et Marguerite continuent de mener leur vie familiale, ayant deux fils, Jean et Baudouin. Tant et si bien que leurs conflits avec Jeanne se développent. Bouchard est capturé et emprisonné en 1219. Il est libéré en 1221, à la condition que le couple se sépare et que Bouchard obtienne l'absolution du pape. Tandis qu'il est à Rome, Jeanne convainc Marguerite de se remarier, cette fois à Guillaume II de Dampierre, un noble de Champagne.
Cette situation est la cause d'un véritable scandale, parce que Marguerite était de fait probablement bigame, et en violation des règles de l'Église. Les conflits concernant la validité des deux mariages et la légitimité des enfants, perturbent la politique du Saint-Empire romain germanique pendant des décennies.
À la mort de Jeanne, en 1244, Marguerite succède à sa sœur et devient comtesse de Flandre et de Hainaut.
En 1246, le roi Louis IX de France, arbitre les droits de succession, donnant la Flandre aux enfants de Dampierre, et le Hainaut aux enfants d'Avesnes. Ceci semblerait avoir réglé la question, mais en 1253 de nouveaux problèmes surgissent. Jean, le fils le plus âgé d'Avesnes, n'étant pas satisfait de son sort, convainc Guillaume II, comte de Hollande, roi de Germanie, son beau-frère, de s'emparer du Hainaut et des régions de Flandre qui se trouvent dans les limites de l'empire. Une guerre civile s'ensuit, qui finit par la victoire des forces d'Avesnes à la bataille de Westkapelle (Walcheren) et l'emprisonnement de Dampierre.
En 1260, elle fonde l'abbaye Sainte-Élisabeth du Quesnoy.

## Mariages et enfants
Elle épousa en premières noces en 1212 Bouchard d'Avesnes (1182-1244), seigneur d'Avesnes, bailli de Hainaut. Ils eurent :
- Baudouin (mort en 1219) ;
- Jean (1218-1257) ;
- Baudoin d'Avesnes (1219-1289), chevalier, chroniqueur, qui devient seigneur de Beaumont (Hainaut) en 1246.

Obligée de se séparer de son époux en 1221, Marguerite se remarie en 1223 avec Guillaume II de Dampierre (1196-1231) seigneur de Dampierre. Ils ont :
- Guillaume III (1224-1251), comte de Flandre et seigneur de Courtrai ;
- Gui (1225-1305), comte de Flandre et margrave de Namur ;
- Jean Ier (mort en 1258), seigneur de Dampierre, vicomte de Troyes et connétable de Champagne ;
- Jeanne, mariée en 1239 à Hugues III de Rethel (mort en 1243), comte de Rethel, puis en 1243 à Thiébaut II (mort en 1291), comte de Bar.